# 6473 Winkler
6473 Winkler eller 1986 GM är en asteroid i huvudbältet som upptäcktes den 9 april 1986 av den amerikanske astronomen Edward L.G. Bowell vid Anderson Mesa Station. Den är uppkallad efter amerikanen Ron Winkler.
Asteroiden har en diameter på ungefär 11 kilometer.